# 日本体育施設 (企業)
日本体育施設株式会社（英:  NIPPON TAIIKU SHISETU CO., LTD.、にっぽんたいいくしせつ）は、陸上トラック、テニスコート、野球場の天然芝、サッカー場の天然芝・人工芝などを手がける、日本の企業。1971年（昭和46年）5月設立。

## 支店・営業所
- 本社・東京支店 - 中野区
- 北海道支店 - 札幌市
- 東北支店 - 仙台市
- 福島営業所 - 郡山市
- 千葉営業所 - 松戸市
- 埼玉営業所 - さいたま市

- 北関東営業所 - 高崎市
- 大阪支店 - 大阪市中央区
- 和歌山営業所 - 和歌山市
- 四国営業所 - 高松市
- 西日本支店 - 福岡市

## 主な実績
- 国立霞ヶ丘競技場陸上競技場（東京都）[1]
- 味の素ナショナルトレーニングセンター 屋内コート（東京都）[2]
- MAZDA Zoom-Zoom スタジアム広島（広島県）[3][4]
- 味の素スタジアム（東京都）
- 国立代々木競技場 フットサルコート（東京都）[5]
- ユアテックスタジアム仙台（宮城県）[4]
- 北九州市立本城陸上競技場（福岡県）[4]
- Anker フロンタウン生田（神奈川県）[6]

## アスリートパートナー
社員選手
- 村上輝（男子砲丸投）

契約選手（既に契約終了）
- 樋口由佳（プロテニスプレイヤー） - 2017年10月の全日本テニス選手権をもって現役引退
- 山下杏也加（女子サッカー） - 2019年3月で契約終了